# Кулиш, Иван Фомич
Ива́н Фоми́ч Кули́ш (6 января 1873, Шостка, Черниговская губерния — 30 июня 1963, Ровно) — русский поэт украинского происхождения.

## Ранние годы
Родился 6 января 1873 года в Шостке.
О его жизни до Октябрьской революции известно мало. Иван Кулиш в 7-ми летнем возрасте был принят на воспитание князем Неплюевым, который дал мальчику образование. В 1892 году Кулиш сдал экзамены на право педагогической деятельности, после чего вся его жизнь оказалась связана с преподаванием.
В 1902 году он уехал на Волынь, в село Городок, где работает преподавателем в местном училище. Там он и остаётся практически на всю жизнь. Пережив личную трагедию (смерть жены) и драматические события Первой мировой и Гражданской войны, Кулиш вдруг оказывается эмигрантом — Волынь по Рижскому миру входит в состав II-й Речи Посполитой.

## Поэтическая деятельность
Именно с началом его «невольной эмиграции» Кулиш становится известен как поэт, регулярно печатающийся на страницах газет — «За свободу!», «Волынское слово» и журналов («Звено», «На рубеже», «Родное слово») русской эмиграции в Польше. Причём он выступает там и как поэт, и как автор статей по теории литературы.
Иван Кулиш был участником литературных объединений (например, виленский «Кружок авторов») и участвовал в выпуске «Антологии русской поэзии в Польше» (Варшава, 1937). Своеобразным признанием его литературных заслуг стали две, с промежутком в десять лет, главных премии на литературном конкурсе русских писателей и журналистов Польши — в 1925 и 1935 гг.
После включения Западной Украины в состав Советского Союза Кулиш продолжает свою работать учителем и даже удостаивается ордена Ленина. Но его поэтические заслуги совершенно игнорируются новой властью.
С падением коммунизма его имя, наряду с другими поэтами русской эмиграции (хотя Кулиш не покидал Родину — ни применительно к Российской империи ни применительно к Украине в современных границах) появляется в некоторых тематических интернет-сборниках
В 2008 году в ровенском издательстве «Волинські оберіги» тиражом в 200 экземпляров издаётся его поэтический сборник.